# Verbeneae
Verbeneae, biljni tribus iz porodice sporiševki (Verbenaceae). Sastoji se od 8 rodova, od kojih je tipični rod Verbena kozmopolitski rasprostranjen. 

## Etimologija
Tribus nosi ime po rodu Verbena.

## Rodovi
1. Verbena L. (57 spp.)
2. Stylodon Raf. (1 sp.)
3. Glandularia J.F.Gmel. (92 spp.)
4. Mulguraea N.O´Leary & P.Peralta (11 spp.)
5. Dipyrena Hook. (1 sp.)
6. Diostea Miers (1 sp.)
7. Junellia Moldenke (40 spp.)
8. Hierobotana Briq. (1 sp.)